# Balasagan

Mappa della regione

Balasagan ("paese di Balas") era una satrapia dell'Impero Sasanide. L'iscrizione di Sapore I a Naqsh-e Rostam descrive la satrapia affermando che "si estendeva fino alle montagne del Caucaso e alle Porte di Albania (anche conosciute come Porte degli Alani)", ma la maggior parte del suo territorio si trovava a sud dei fiume Kura e Aras (Araxes). Confinava a sud con l'Atropatene, e con il Mar Caspio a est. Il Balasagan viene anche menzionato come provincia dell'Impero separatamente dall'Albania nell'iscrizione di Sapore; ciò indica che il Balasagan nonostante fosse soggetto all'Albania era una provincia separata dall'Albania. Il monarca di Balasagan ottenne il titolo di Re sotto il regno di Ardashir I, ciò indica che era diventato vassallo.
Dopo la conversione dell'Armenia al Cristianesimo, anche Iberia, Albania e Balasagan vennero convertiti lentamente al cristianesimo. Sotto il regno di Yazdgard II, il re di Balasagan, Heran, si schierò dalla parte dei Sasanidi e li aiutò a reprimere una rivolta in Armenia; tuttavia egli stesso si rivoltò in seguito ai Persiani e venne di conseguenza giustiziato.

## Fonti
- Encyclopaedia Iranica, su iranica.com. URL consultato l'11 ottobre 2008 (archiviato dall'url originale il 6 ottobre 2007).